# Emiko Suzuki
Emiko Suzuki (jap. 鈴木 絵美子, Suzuki Emiko; * 12. November 1981 in Urawa (heute: Urawa-ku, Saitama)) ist eine japanische Synchronschwimmerin.

## Werdegang
Bei ihren ersten Olympischen Sommerspielen 2004 in Athen gewann Suzuki mit dem Team die Bronzemedaille. Ein Jahr später startete sie in Montreal bei den Schwimmweltmeisterschaften 2005. Dort gewann sie in der Kombination und mit der Mannschaft die Silbermedaille. Zudem sicherte sie sich gemeinsam mit ihrer Partnerin Saho Harada Bronze im Duett. Bei den Schwimmweltmeisterschaften 2007 im australischen Melbourne gewann Harada Silber mit dem Team im technischen Programm sowie in der Kombination. Zudem sicherte sie sich im freien Duett mit Ayako Matsumura sowie mit dem Team im freien Programm die Bronzemedaille. Ein Jahr später startete sie bei den Olympischen Sommerspielen 2008 in Peking und gewann dort im Duett mit Saho Harada die Bronzemedaille. Mit dem Team wurde sie Sechste.